# Andy Warhol
Pentru cântecul lui David Bowie, vedeți Andy Warhol (cântec).
Andy Warhol, născut Andrew Warhola, (n. 6 august 1928, Pittsburgh, Pennsylvania, SUA – d. 22 februarie 1987, New York City, New York, SUA) a fost un grafician, fotograf, pictor și realizator de filme american, personalitate a curentului artistic cunoscut ca Pop Art din Statele Unite.

## Originea și studiile
Andrew Warhol s-a născut în Pittsburgh pe 6 august 1928, dintr-o familie de imigranți lemkieni. Părinții săi erau originari din satul Mikó (azi Miková, Slovacia), de unde au emigrat în 1921. Tatăl său, miner și apoi zidar, a murit în anul 1942. Andrew Warhol a fost botezat în Biserica Greco-Catolică Sf. Ioan Gură de Aur din Pittsburgh. Mama sa, Julia Warhola (1892-1972), a păstrat toată viața legătura cu rudele rămase în satul natal. Limba vorbită cu copiii ei a fost limba ruteană.
Pe patul de moarte, tatăl lui i-a "poruncit" fratelui mai mare al lui Andy, ca 250.000 $ sa fie investiți în școala lui Andy, pentru că dintotdeauna a știut că va deveni un nume important.
După patru ani de studiu la "Carnegie Institute of Technology" din Pittsburgh și după primirea diplomei în domeniul artelor, Andrew se mută în anul 1949 la New York, își scurtează prenumele și numele de familie moștenit de la părinți și începe să se semneze Andy Warhol.

## Opera

### Reclame

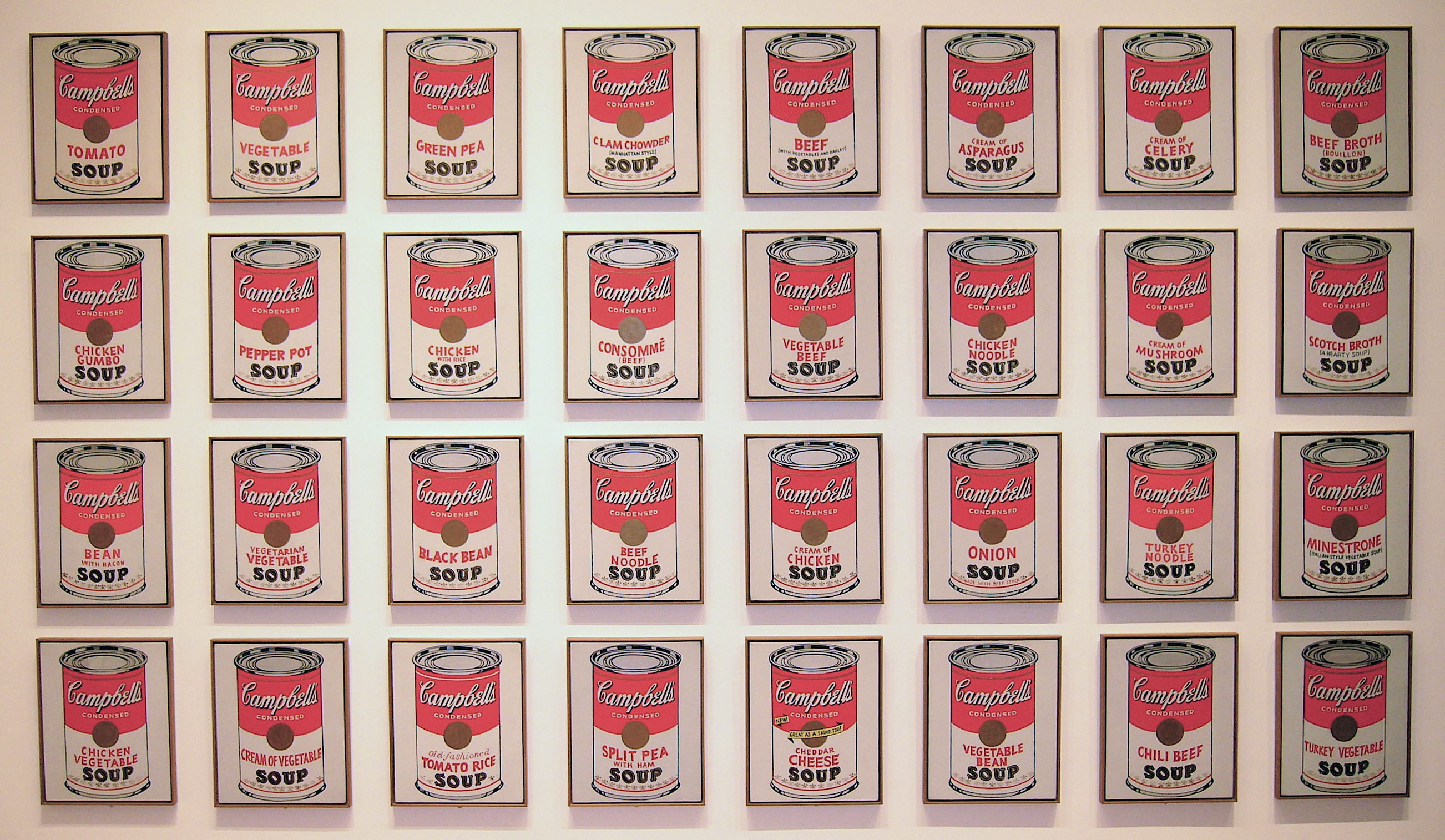
Campbell's Soup Cans de Andy Warhol

Debutează ca grafician de reclame, execută ilustrații pentru jurnalele de modă și decorează vitrinele magazinelor. Este remarcat destul de repede, începe să fie apreciat, frecventează cercurile înalte și expune în galerii de modă.
La începutul anilor șaizeci, Warhol se apucă de pictură, ceea ce nu înseamnă totuși că se desparte de estetica reclamei. Ciclurile de sticle Coca-Cola și cutiile de supă Campbell's sunt produse pure ale culturii populare de masă. În scurtă vreme, artistul adaugă în compozițiile sale bancnote, fragmente de benzi desenate și reproduceri ale portretelor stelelor de cinema (Marilyn Monroe, polimer sintetic, 1964 - vezi Pop art). Începând din anul 1962, Warhol se servește de seriografie și de tiparul fotomecanic. La seriile de reproduceri executate pe baza unei schițe de Warhol, lucrează un grup numeros de asistenți - peste două mii de lucrări în decurs de doi ani!

### Pictură
Prin culori țipătoare, stridente, prin repetarea imaginii aceluiași obiect sau prin ilustrarea unor acte de violență sau accidente, aceste opere devin ilustrarea civilizației americane. Warhol locuiește în atelierul-fabrică - "Factory" - care în scurtă vreme va deveni un loc de întâlnire pentru avangarda new-yorkeză. Din sfera activităților sale artistice face parte totodată și un film experimental, executat în colaborare cu un ansamblu vocal-instrumental psihedelic extrem de influent , The Velvet Underground, și, nu în ultimul rând, producția de videoclipuri și crearea studioului "Andy Warhol TV". Artistul moare la New York pe 22 februarie 1987.

### Filme

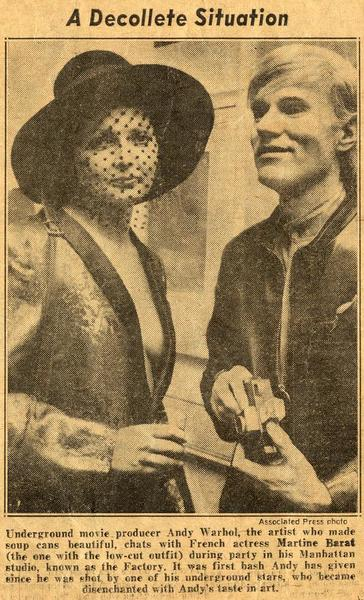
Martine Barrat și Andy Warhol, 1980

Batman Dracula este un film produs și regizat de Warhol în 1964, fără a avea permisiunea companiei deținătoare de copyright, DC Comics. Filmul său din 1965, Vinyl, este o adaptare a popularei distopii a lui Anthony Burgess, romanul A Clockwork Orange (care a fost ulterior ecranizat în filmul omonim de mare succes de către Stanley Kubrick). Alte realizări filmice au constat în diferite improvizații la care au participat obișnuiți de-a lui Warhol și al atelierului său The Factory, așa cum erau  Brigid Berlin, Viva, Edie Sedgwick, Candy Darling, Holly Woodlawn, Ondine, Nico și Jackie Curtis. Regizorul de film Underground Jack Smith a apărut în filmul Camp.
Printre cele mai inovative și pline de succes filme a lui Warhol se află și Chelsea Girls, realizat în 1966, Bike Boy, My Hustler și Lonesome Cowboys, un film pseudo-western. Toate aceste filme se refereau la sub-cultura gay și erau reluate mereu în mediile în care se făceau aluzii și referiri la artă și sexualitate. Blue Movie, un film de 33 minute, în care una din superstar-urile lui Warhol, Viva, interpretează foarte explicit actul său sexual cu un bărbat, a fost ultimul din filmele regizate de Warhol. Scandalul izbucnit a fost imens și atât Viva cât și Warhol au fost profund afectați. Mulți ani, Viva a refuzat permisiunea ca filmul să fie reprogramat. Doar în 2005, după aproape 40 de ani, filmul a fost reprezentat în New York.
Ca urmare a a scandalului izbucnit după această filmare desfășurată într-o singură zi, 3 iunie 1968, Warhol a cedat total inițiativa filmelor de orice gen asistentului și discipolului său Paul Morrissey, care a preluat integral toate funcțiile filmice ale colectivului Fabricii (The Factory).  Acesta, care participase efectiv și semnificativ la realizarea majorității filmelor realizate anterior de Warhol, a reorientat filmele realizate de el după Blue Movie spre un cinema mult mai accesibil și "mainstream", bazate pe scenarii, narațiuni și acțiune. Astfel, au urmat așa zise B-movie și cele care tratau exploatarea subiectelor „neplăcute”. Printre ele, se pot enumera Flesh, Trash și Heat. Toate acestea, precum și cele care au urmat după aceea, Blood for Dracula și Flesh for Frankenstein, erau mult mai prezentabile audiențelor largi decât fuseseră oricare din filmele realizate de Warhol ca regizor. Aceste "filme târzii Warhol", care erau de fapt filme Paul Morrissey, au lansat și un "actor Morrissey", Joe Dallesandro.

## Moartea

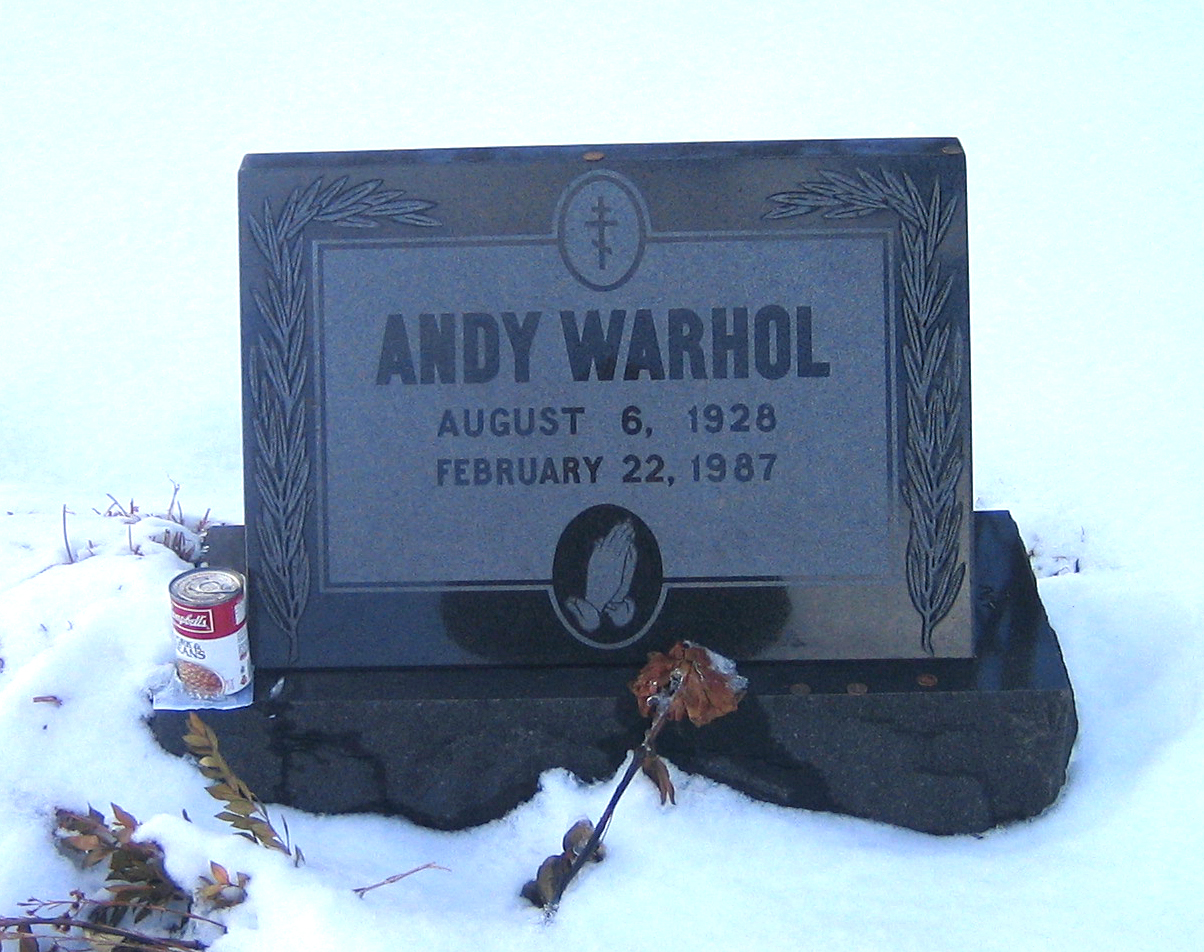
Piatra funerară a lui Andy Warhol

A avut o moarte bizară. Cauza decesului este „nedeterminată”, însă spitalul în care s-a internat pentru o banală verificare de rutină a vezicii biliare a avut multe neconcordanțe privind orele dinaintea decesului. Averea estimată după moartea acestuia a ajuns la 702 milioane de dolari. 
Andy Warhol este înmormântat în St. John the Baptist Byzantine Catholic Cemetery, al catolicilor de rit bizantin, din sudul orașului Pittsburgh, Pennsylvania.